# 倖存者樓梯

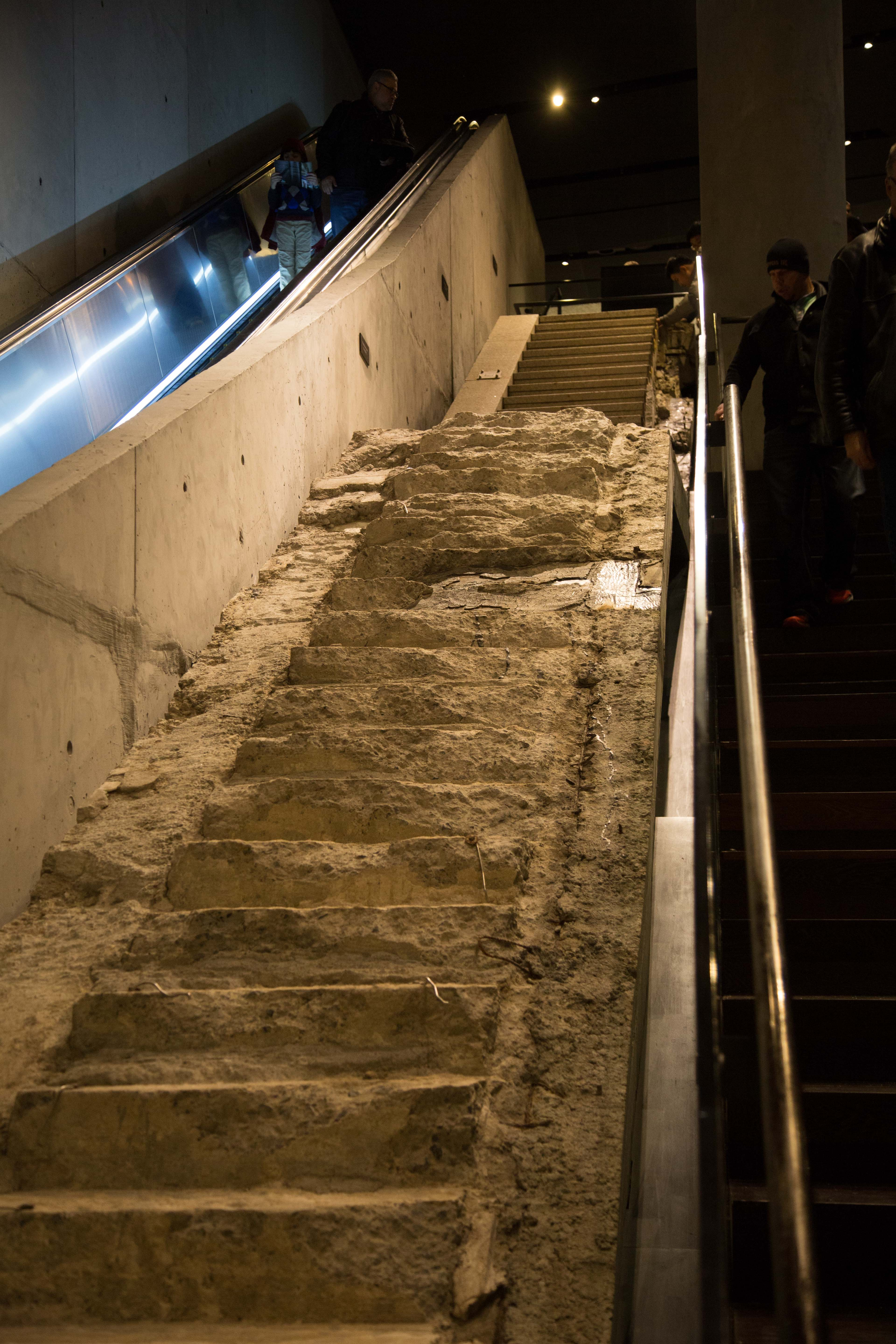
九一一國家紀念博物館的倖存者樓梯，攝於2015年。

倖存者樓梯是世貿貿易中心遺址地面上最後仍然可見的原始建築之一。它最初由花崗岩和混凝土製成，包括三十七級台階，是一條戶外樓梯，連接維西街和世界貿易中心的奧斯汀·J·托賓廣場。在2001年九一一袭击事件中，這條樓梯成為了世界貿易中心五號大樓數百名疏散人員的逃生路線。現在，倖存者樓梯是九一一國家紀念博物館的重要展示品。

## 樓梯
這座樓梯由花崗岩和混凝土組成，曾經重達175噸，高22英尺（約6.7米）。然而，在2008年被搬遷時，它的重量減輕到了65噸。
雙塔倒塌後，這座建築成為了維西街上一些殘存建築的一部分，包括托賓廣場的水磨石碎片、自動扶梯的空間以及地鐵一號線世貿科特蘭車站的入口。樓梯的第十六和十七級台階基本上被碎片和鍍鉻欄桿拆除了。

## 保護工作
自2006年5月11日被列入國家歷史保護信託基金美國最瀕危的地方的名單以來，倖存者樓梯的保存一直是一個爭議性問題。
這座樓梯位於一座新辦公大樓的場地內，根據合同，紐約與新澤西港務局有責任在將場地移交給開發商拉里·希尔弗斯坦之前清理該辦公大樓。該場地位於格林威治街200號，也被稱為「世界貿易中心二號大樓」。世貿中心倖存者網絡呼籲港務局和西爾弗斯坦做出保護樓梯的承諾，但雙方均未公開表態。同時，由於現場永久性PATH車站、九一一國家紀念博物館和世界貿易中心一號大樓建築造成的劇烈振動，已受損的樓梯持續惡化。
據《房地產周刊》報導，2007年1月，曼哈頓下城開發公司拒絕了結構工程師羅伯特·西爾曼提出的將樓梯整體移動的計劃。西爾曼估計這項搬遷的成本約為50萬至70萬美元。支持拆除樓梯的人士聲稱，這樣的程序將耗費200萬美元以上。
2007年8月初，州長重建負責人艾略特·斯皮策概述了拆除混凝土結構樓梯的計劃，以便最終在世貿中心紀念博物館中使用。所有38級台階將鑲嵌在從遊客中心通往地下博物館的樓梯一側。2007年10月31日，下曼哈頓開發公司宣布，樓梯將被拆除並保留，並在未來在九一一國家紀念博物館內的某個位置進行修復，並透過展示解釋其重要性。
2008年3月9日，使用起重機將維西街上的樓梯移動約200英尺（60米）。2010年，隨著整個新世貿中心的建設達到高峰活動水平，樓梯和其他文物被放置在九一一國家紀念博物館空間。

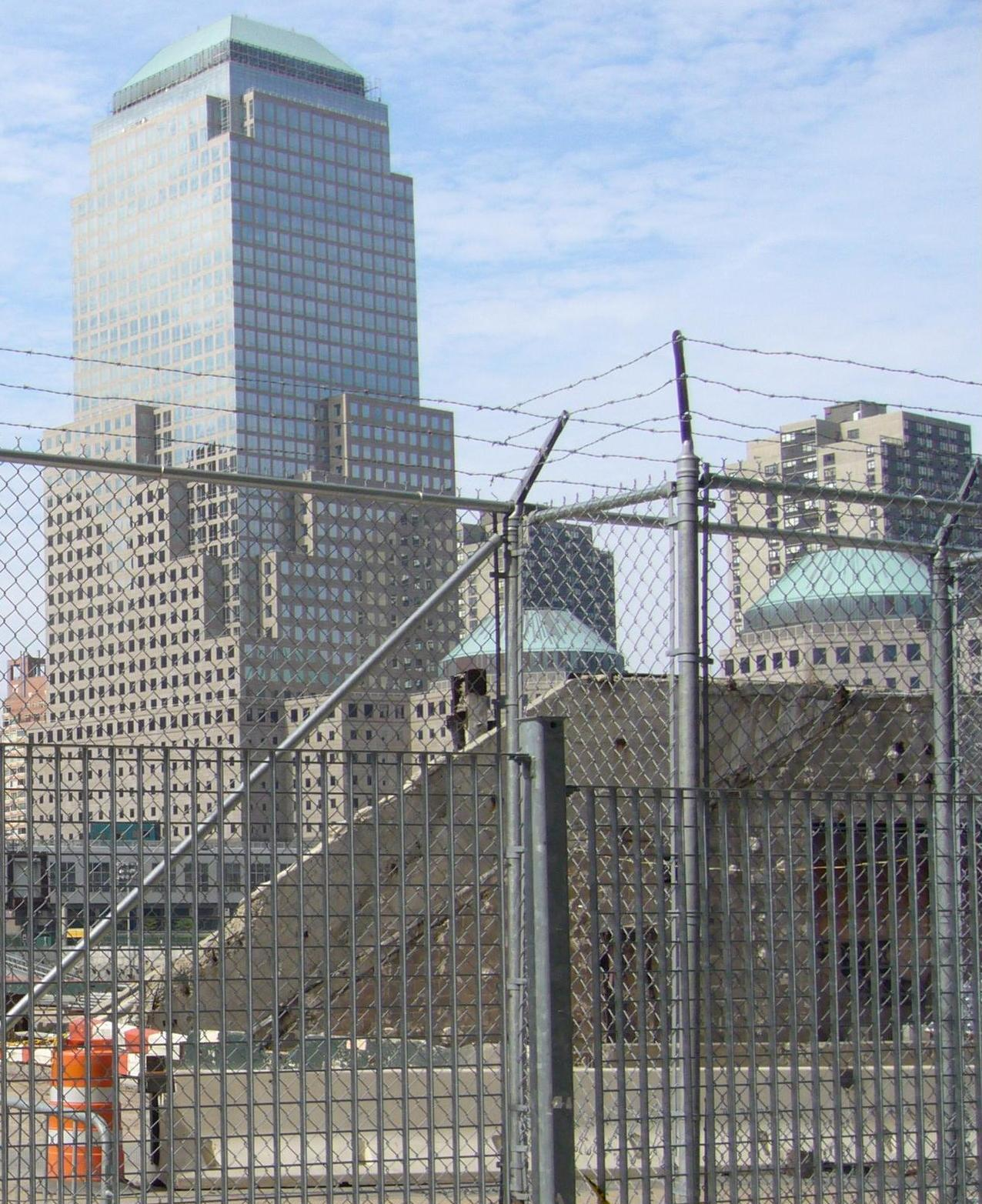
2006年的樓梯
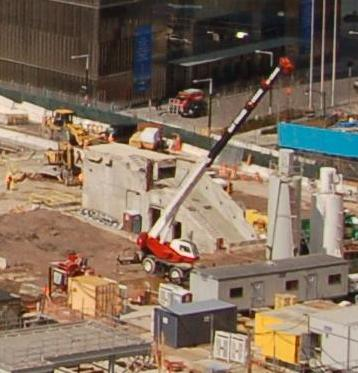
2007年的樓梯
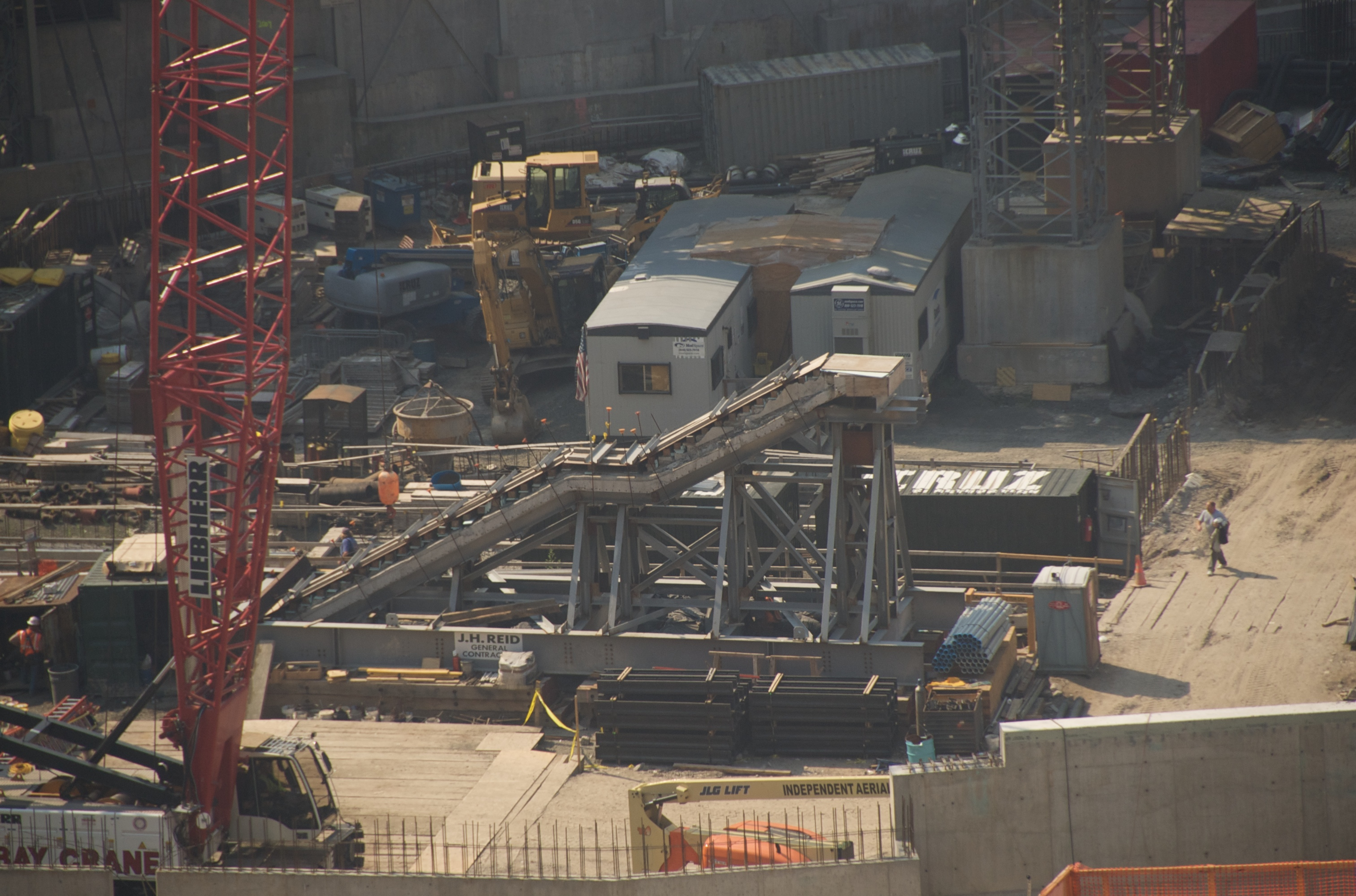
2008年的樓梯
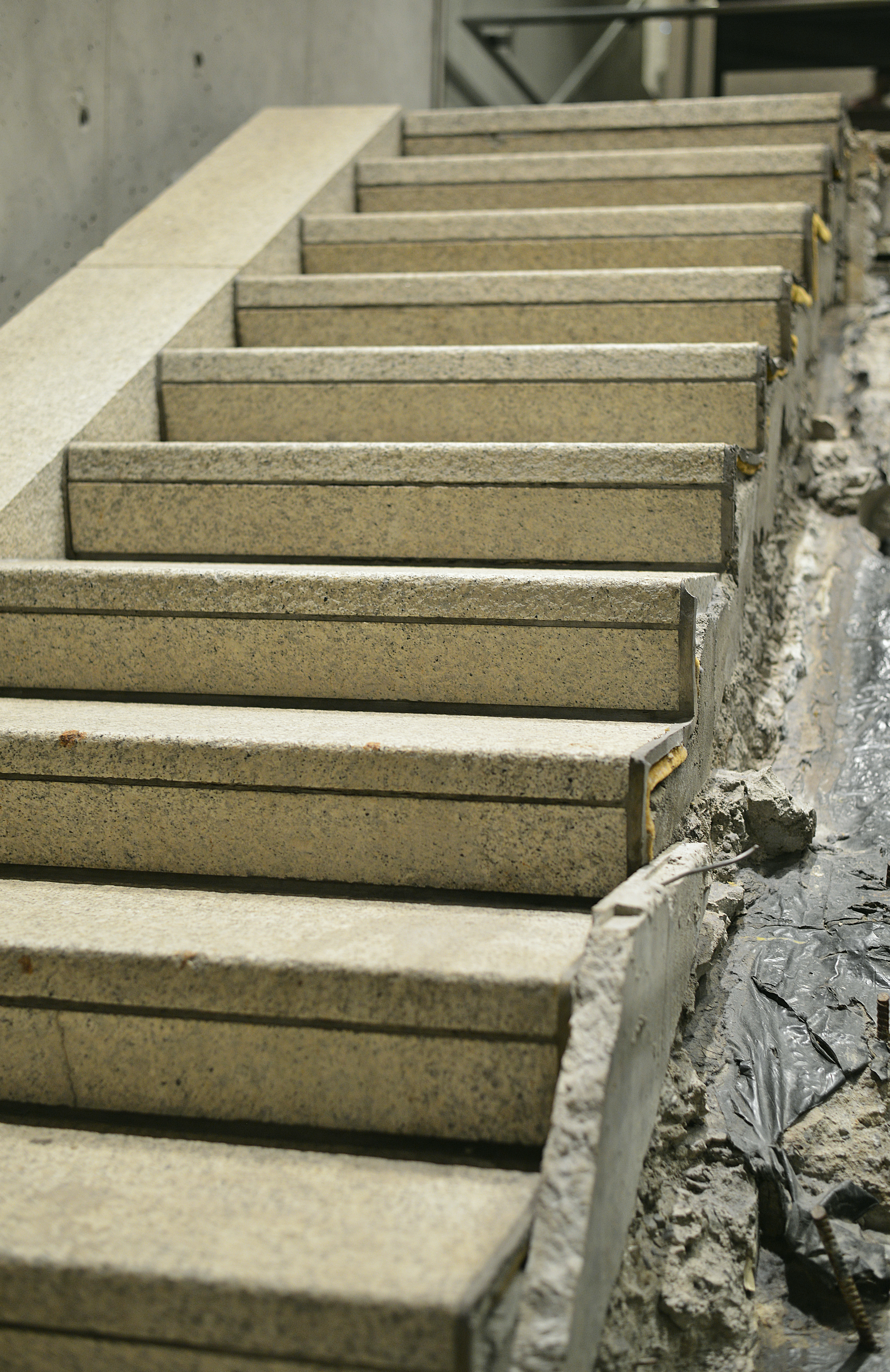
2023年的樓梯

## 紀念意義
該樓梯被比作美國的國家紀念碑，例如美國海軍亞利桑那號戰艦紀念館和夏威夷珍珠港襲擊紀念碑。由於使用樓梯的人數較多，這也與倖存者分享攻擊和疏散經驗密切相關。

## 外部連結
维基共享资源上的相關多媒體資源：倖存者樓梯
- Save the Stairway.org （页面存档备份，存于）
- National Trust for Historic Preservation listing
- The Survivors' Staircase in the National 9/11 Museum from Google Maps Street View